# Luis Ceballos y Fernández de Córdoba
Luis Ceballos y Fernández de Córdoba (San Lorenzo de El Escorial, 31 de julio de 1896-Madrid, 26 de septiembre de 1967) fue un ingeniero de montes y naturalista español, miembro de la Real Academia de Ciencias Exactas, Físicas y Naturales y de la Real Academia Española.

## Biografía
Su padre Luis Ceballos Medrano fue ingeniero de Montes y profesor de Topografía y Geodesia de la Escuela en San Lorenzo. Su hermano mayor, Gonzalo, llegaría a ser un prestigioso entomólogo, en tanto Luis fue profesor de la Escuela de Ingenieros de Montes, destacando como botánico especializado en los problemas forestales. Ambos disfrutaron de un ambiente familiar naturalista que sin duda marcó sus destinos.
Trabajó durante cuatro años como ingeniero en la Unión Resinera Española y, poco después, fue encargado de la Sección de Flora y Mapa Forestal del Instituto Forestal de Investigaciones y Experiencias (IFIE), iniciando así su andadura investigadora. Con el IFIE realizó misiones a regiones forestales como el Protectorado de Marruecos.
En 1940 es nombrado profesor de Botánica y Geografía Botánica de la Escuela Especial de Ingenieros de Montes, en el que comenzó su extraordinaria y dilatada labor docente, que marcaría la vida y formación de numerosos y destacados ingenieros de montes a los que impartió sus conocimientos.
Entre sus numerosos merecimientos destacamos el recibido en 1945, cuando ingresó en la Real Academia de Ciencias Exactas, Físicas y Naturales.
Más tarde, en 1956, fue nombrado doctor honoris causa por la Universidad Técnica de Lisboa.
En 1959 le fue otorgada la Gran Cruz del Mérito Agrícola y posteriormente, en 1964, la de Alfonso X el Sabio. Un año más tarde ingresó en la Real Academia Española, en cuyo discurso reseñó la flora del Quijote. Falleció el 4 de marzo de 1967 en Madrid.
Entre sus trabajos destacan los realizados en torno a la vegetación forestal gaditana, malagueña y canaria, los matorrales españoles, los bosques en la región mediterránea, y varios estudios sobre los abetos, la sabina albar, los cedros o los pinos.
Una de sus principales obras, realizada junto a Joaquín Ximénez de Embún, fue el Plan General de Repoblación de España, encargado en 1938 y presentado en 1939, fundamento de una filosofía —adelantada para la época— en la que establecía las modernas bases ecológicas de las repoblaciones. Suya es la famosa frase que advertía sobre cómo interpretaban las autoridades y algunos compañeros su plan: «el bosque es una población vegetal, no un ejército de árboles». Este plan supuso la reforestación de 3,7 millones de hectáreas durante el periodo 1940-1986.
Pero su gran obra, un ambicioso trabajo que había sido largamente proyectado y organizado, fue la elaboración del Mapa Forestal de España, escala 1:400.000, que presentó en junio de 1966, meses antes de su fallecimiento ocurrido el 26 de septiembre.
En 1996 y con motivo del centenario de su nacimiento, se inauguró el Centro de Educación Ambiental Arboreto Luis Ceballos de la Comunidad de Madrid.
En San Lorenzo de El Escorial se encuentra una lápida en la calle del Rey, lugar donde nació. Además se repuso una placa, en la Lonja del Monasterio, con las señales de la Meridiana Astronómica que en 1905 había colocado su padre.
- La abreviatura «Ceballos» se emplea para indicar a Luis Ceballos y Fernández de Córdoba como autoridad en la descripción y clasificación científica de los vegetales.[10]